# Suksivaara (kulle, lat 68,00, long 27,22)
Suksivaara är en kulle i Finland. Den ligger i Sodankylä kommun i landskapet Lappland, i den norra delen av landet, 900 km norr om huvudstaden Helsingfors. Toppen på Suksivaara är 422 meter över havet, eller 97 meter över den omgivande terrängen. Bredden vid basen är 5,9 km.
Terrängen runt Suksivaara är huvudsakligen platt. Trakten runt Suksivaara är nära nog obefolkad, med mindre än två invånare per kvadratkilometer.